# Neverojatnyje prikljutjenija italjantsev v Rossii
Neverojatnyje prikljutjenija italjantsev v Rossii (russisk: Невероятные приключения итальянцев в России, da.: Italienernes utrolige eventyr i Rusland, i Italien udgivet som Una matta, matta, matta corsa in Russia) er en sovjetisk-italiensk komediespillefilm fra 1974 instrueret af Eldar Rjasanov og Franco Prosperi. Filmen er en sovjetisk-italiensk co-produktion mellem Mosfilm og de italienske filmproducere Dino og Luigi De Laurentiis.
Filmen handler om en gruppe italienske skattejægere, der rejser til Leningrad for at finde en gemt skat.

## Handling
En fattig russisk kvinde på 92, der er emigreret fra Rusland i forbindelse med oktoberrevolutionen, ligger på sit dødsleje på et hospital i Italien. Hun afslører for sit barnebarn Olga, at der er en skat til en værdi af 9 milliarder italienske lire begravet "under en løve" i Leningrad. Historien bliver overhørt af kvindens behandlende læge, to mandlige sygeplejerskerer ved navn Antonio og Giuseppe, en mafioso ved navn Rosario og en patient med et brækket ben. Alle seks personer flyver til Leningrad for at gå på jagt efter skatten.
Mafiosoen stjæler lægens pas, som er tvunget til at tage frem og tilbage mellem Rusland og Italien, da ingen af landene vil lukke ham ind. Antonio og Giuseppe får snart følgeskab af Andrej fra det sovjetiske politi, der følger gruppen under dække af at være rejseleder for Antonio, der foregives at have vundet en gratis rejseguide og ekskursioner på baggrund af, at han er "den millionte italienske besøgende". Olga har ikke tænkt sig at dele sin skat med nogen og stikker af, men indvilliger i at slå sig sammen med Andrej, mens mafiosoen Rosario fortsætter sine forsøg på at eliminere konkurrenterne. De begynder at grave løvestatuer op over hele Leningrad, der er kendt for sine mange løvemonumenter.
De finder til sidst skatten gemt under et løvebur i en zoologisk have, men løven begynder at jage dem gennem Leningrad. Efter at have foretaget en vellykket flugt bliver de konfronteret af politiet, som konfiskerer skatten, som efter sovjetisk lov tilhører staten. Ikke desto mindre tildeles de 25 % af skattens værdi som en belønning for at finde den. De nu velhavende eventyrere skilles fra hinanden og vender tilbage til Italien, men Olga beslutter sig for at blive hos Andrej til sidst.

## Produktion

### Forberedelser
Eldar Rjazanov havde længe ønsket at arbejde sammen med italienske filmskabere og skrev i 1970 et pitch til en komedie Spaghetti i russisk stil med Emil Braginskij, men den sovjetiske statskomité Goskino fandt de italienske karakterer stereotype. Samme år afsluttede Sergej Bondartjuk Waterloo co-produceret af Mosfilm og Dino De Laurentiis, hvor De Laurentiis endte med at skylde Mosfilm penge, hvorfor han foreslog at betale tilbage ved at co-producere en let komedie. Herefter blev Rjazanov og Braginskij blev kontaktet, og der blev færdiggjort efter manuskript bl.a. ved bistand fra italienerne Franco Castellano og Giuseppe Moccia.
Det var Rjazanovs oprindelige intention at lave en stunt-baseret komedie helt uden compositing (brug af flere billeder i ét), og derfor blev der kun brugt effekter, der blev gennemført i virkeligheden. Episoden med et fly, der landede på motorvejen til Moskva blandt forbipasserende biler (en reference/pastiche til en scene fra Verneuils Klanen fra Sicilien), var den sværeste at lave. Den måtte optages i Uljanovsk Baratajevka Lufthavnen forklædt som en motorvej, da ingen vejoverflade var hård nok til opgaven. Scenerne med biljagten, hvor Olga forfølges af Andrej med italienere ombord parodierede en anden af Verneuils film Kuppet. De fleste stunts under biljagtscenerne blev udført af den italienske racerkøret og stuntmand Sergio Mioni. Skuespillerne Andrej Mironov og Ninetto Davoli lavede selv en række risikable stunts, herunder scenen med en klapbro, hvor Davoli lavede et langt hop med en kuffert i hånden, mens Mironov måtte hænge et stykke tid og holde godt fast i den ene del af broen for at tage et nærbillede.
Episoden, hvor en tankstation sprænges i luften, citerede Michelangelo Antonionis Zabriskie Point og blev også skudt uden chroma key eller miniatureeffekter. Selve stationen var dog en kulisse i naturlig størrelse bygget alene til filmen.

### Løven
I filmens sidste del medvirker en rigtig løve i handlingen. Løven blev skaffet hos Lev Berberov fra Baku, der var berømt for at opfostre adskillige vilde dyr i sin lejlighed, herunder en løve ved navn King. Rjazanov var dog utilfreds med løven, som han beskrev som "utrænet, dum og kedelig at se på". Løven rev under den første scene Ninetto Davoli, hvilket efterlod alle skuespillere rædselsslagne.
Nogle kilder oplyser fejlagtigt, at King løb væk  under optagelserne og blev skudt af politiet, men dette er ikke korrekt. Da alle scener vr optaget, flyttede Berberov-familien flyttede til Moskva, hvor King midlertidigt blev holdt i en gymnastiksal på et gymnasium nær Mosfilms studier. På et tidspunkt sprang løven ud af et vindue og angreb en elev, der var klatret over et hegn for at få fat på sin hund (for "at drille løven", som Berberov påstod). Politiet blev tilkaldt, der herefter skød løven. Som politikofficeren senere forklarede, var familien Berberov rasende over studenten, der var kommet til skade, og familien benyttede deres politiske kontakter til at få Sovjetuniones magtfulde indenrigsminister Nikolaj Sjtjelokov til også et kritiserede studenten, indtil han senere trak i land. Berberovfamilien fik hurtigt en ny løve, King II, som voksede op og i 1980 dræbte familiens egen søn.

## Modtagelse
Filmen solgte i USSR 49,2 millioner billetter, og blev en at de mest populære film i biograferne i 1974.

## Medvirkende
- Andrej Mironov — Andrej Vasiljev
- Ninetto Davoli — Giuseppe
- Antonia Santilli — Olga
- Alighiero Noschese — Antonio Lo Mazzo
- Tano Cimarosa — Rosario Agrò